# تور کرمان
تور کرمان یک مسابقه دوچرخه‌سواری حرفه‌ای بود که سالانه در کرمان برگزار می‌شد. این بخشی از تورهای قاره‌ای دوچرخه‌سواری در رده ۲٫۲ بود.

## برندگان
|      |             | رکاب‌زن                | تیم                            |             |
| ---- | ----------- | --------------------- | ------------------------------ | ----------- |
| ۲۰۰۵ | ایران       | حسین عسکری (IRI)      | Giant Asia Racing Team         |             |
| ۲۰۰۶ | ایران       | قادر میزبانی (IRI)    | Giant Asia Racing Team         |             |
| ۲۰۰۷ | قزاقستان    | Pavel Nevdakh (KAZ)   |                                |             |
| ۲۰۰۸ | ایران       | قادر میزبانی (IRI)    | تیم دوچرخه‌سواری پتروشیمی تبریز |             |
| ۲۰۰۹ | بدون مسابقه | بدون مسابقه           | بدون مسابقه                    | بدون مسابقه |
| ۲۰۱۰ | ایران       | عباس سعیدی تنها (IRI) | دانشگاه آزاد اسلامی            |             |
| ۲۰۱۱ | ایران       | مهدی سهرابی (IRI)     | تیم دوچرخه‌سواری پتروشیمی تبریز |             |